# 리하르트 니콜라우스 폰 코우덴호페칼레르기

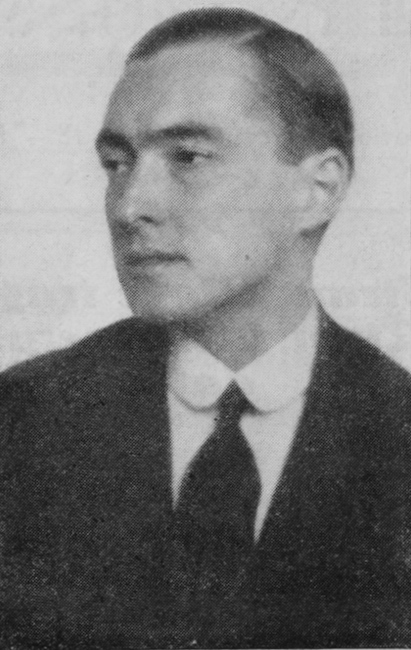
리하르트 니콜라우스 폰 코우덴호페칼레르기

리하르트 니콜라우스 에이지로 폰 코우덴호페칼레르기 백작(독일어: Richard Nikolaus Eijiro Graf von Coudenhove-Kalergi 리하르트 니콜라우스 에이지로 그라프 폰 코우덴호페칼레르기[*], 일본어: リヒャルト・ニコラウス・栄次郎・クーデンホーフ＝カレルギー伯爵 리햐루토 니코라우스 에이지로 쿠덴호후카레루기 하쿠샤쿠[*], 본명: 아오야마 에이지로(일본어: 青山 栄次郎), 1894년 11월 16일 일본 도쿄도 ~ 1972년 7월 27일 오스트리아 슈룬스)는 오스트리아의 정치인, 언론인, 철학자이다.

## 생애
일본 도쿄도에서 하인리히 코우덴호페칼레르기와 아오야마 미쓰 부부의 둘째 아들로 태어났다. 그의 아버지인 하인리히 코우덴호페칼레르기(독일어: Heinrich Coudenhove-Kalergi, 1859년 ~ 1906년)는 오스트리아의 코우덴호페칼레르기(Coudenhove-Kalergi) 가문 출신의 백작, 외교관으로서 일본 주재 오스트리아-헝가리 제국 대사를 역임했다. 그의 어머니인 아오야마 미쓰(일본어: 青山 みつ, 1874년 ~ 1941년)는 일본 도쿄에서 석유 상인, 골동품 상인, 지주로 일했다. 국제 범유럽 연합을 취재한 휘태커 체임버스의 보도에 따르면 "코우덴호페 가문은 원래 부유한 플람스인 가문이었는데 프랑스 혁명 시기에 오스트리아로 탈출한 기록을 갖고 있다. 칼레르기스 가문은 그리스 크레타 출신 가문으로서 폴란드인, 노르웨이인, 발트인, 프랑스인, 독일인과 같은 다양한 혈통을 갖고 있다."고 한다.
1917년에는 오스트리아 빈 대학교를 졸업했으며 1919년에는 제1차 세계 대전의 종전과 함께 독립한 체코슬로바키아 국적을 취득했다. 1923년에는 저서인 《판유로파》(Pan-Europa, "범(汎)유럽"이라는 뜻)를 출간했고 같은 해에 국제 범유럽 연합을 설립했다. 1926년에는 오스트리아 빈에서 제1차 범유럽 운동 회의를 개최했고 1927년에는 프랑스의 아리스티드 브리앙 총리로부터 국제 범유럽 연합의 명예 회장으로 임명되었다. 범유럽 회의에 참석했던 주요 인사로는 알베르트 아인슈타인, 토마스 만, 지그문트 프로이트 등이 있다.
1930년대부터 42차례에 걸쳐 노벨 평화상 후보로 거론되었지만 수상자로 선정되지는 않았다. 루트비히 판 베토벤이 작곡한 《환희의 송가》를 유럽가로 사용할 것을 제안하는 한편 유럽의 날 제정, 유럽 우표 발행을 제안하는 등 범유럽 운동을 전개했다.
1938년에는 나치 독일의 오스트리아 병합을 계기로 국제 범유럽 연합이 나치 독일 당국의 탄압을 받게 되면서 프랑스로 망명했으며 1939년에는 프랑스 국적을 취득했다. 1940년에는 제2차 세계 대전의 여파로 인해 미국으로 망명했고 1942년부터 1945년까지 뉴욕 대학교 교수로 근무했다. 1945년에는 제2차 세계 대전의 종전과 함께 프랑스로 귀환했다.
1950년에는 유럽 통합에 기여한 공로를 인정받아 카롤루스 대제상을 수상했다. 1954년에는 프랑스 정부로부터 레지옹 도뇌르 오피시에 훈장(Légion d'honneur Officier)을, 1962년에는 오스트리아 정부로부터 대명예은현장(Großes Silbernes Ehrenzeichen mit dem Stern)을 받았다. 1967년에는 일본 정부로부터 훈1등 서보장(瑞寶章)을, 1972년에는 서독 정부부터 대연방공로십자성장(Großes Bundesverdienstkreuz mit Stern)을 받았다.

## 같이 보기
- 유럽 합중국
- 유럽 연합의 창립자